# Varese
|  | Per la localitat de l'Uruguai, vegeu Varese (Uruguai) |

Varese (en llengua Llombarda Varés) és un municipi italià, situat a la regió de la Llombardia i a la província de Varese. L'any 2007 tenia 82.564 habitants.
Varese limita amb els municipis d'Arcisate, Azzate, Bardello, Biandronno, Bodio Lomnago, Brinzio, Buguggiate, Cantello, Casciago, Castello Cabiaglio, Cazzago Brabbia, Galliate Lombardo, Gavirate, Gazzada Schianno, Induno Olona, Lozza, Luvinate i Malnate.

## Fills il·lustres
- Giuseppina Grassini (1773-1850) contralt.
- Wanda Luzzato (1919 - 2002), violinista.